# Lola Petticrew
Lola Petticrew (Belfast, 26 de dezembro de 1995) é uma personalidade irlandesa que trabalha com atuação. Estreou os filmes A Bump Along the Way (2019) e Dating Amber (2020). Seu trabalho na televisão inclui a minissérie da BBC My Left Nut e as séries Bloodlands e Three Families da BBC One.

## Vida pregressa
Petticrew é de Belfast e cresceu em uma propriedade do conselho com duas irmãs e um irmão, todos mais novos. Ambos os pais são profissionais de saúde. Estudou na St Dominic's Grammar School for Girls. Aos 12 anos, Petticrew se juntou a um grupo de teatro local. Então começou a estudar no Royal Welsh College of Music & Drama, graduando-se em 2017 com um Bacharelado em Artes em Atuação.

## Carreira
Petticrew fez sua estreia no cinema como Allegra no filme de comédia e drama de 2019 A Bump Along the Way, que lhe rendeu o Prêmio de Novo Talento no Galway Film Fleadh. Em 2019 teve mais papéis no cinema, estrelando como o personagem titular em Dating Amber, ao lado de Fionn O'Shea, e interpretando Jessica e Alex em Here Are the Young Men e Shadows, respectivamente. Além disso, apareceu como Lucy na minissérie da BBC Three My Left Nut.
Em fevereiro de 2021, Petticrew estrelou como Izzy Brannick no drama policial da BBC One, Bloodlands. Originalmente uma série limitada, foi renovada em março. Em maio daquele ano, interpretou Orla Healy no drama Three Families, também na BBC One, seguido pelo papel de Joana Seymour em Anne Boleyn, no Channel 5, em junho. Petticrew também apareceu em Wolf e Tuesday.

## Vida pessoal
Petticrew é uma pessoa queer, não-binária e atende pelo pronome they singular no inglês.

## Filmografia
Filmes
| Ano  | Título                         | Papel   | Notas          |
| ---- | ------------------------------ | ------- | -------------- |
| 2017 | Sparrow                        | Cara    | Curta-metragem |
| 2019 | A Bump Along the Way           | Allegra |                |
| 2019 | The Return of the Yuletide Kid | Toni    |                |
| 2020 | Dating Amber                   | Amber   |                |
| 2020 | Here Are the Young Men         | Julie   |                |
| 2020 | Shadows                        | Alex    |                |
| 2021 | Wolf                           | Parrot  |                |
|      | Tuesday                        | Tuesday | Anunciado      |

Televisão
| Ano  | Título           | Papel         | Notas      |
| ---- | ---------------- | ------------- | ---------- |
| 2018 | Coming Home      | Laura Farrell | Minissérie |
| 2018 | Next of Kin      | Carla         | 1 episódio |
| 2020 | My Left Nut      | Lucy          | Minissérie |
| 2021 | Bloodlands       | Izzy Brannick |            |
| 2021 | Three Families   | Orla Healy    | Minissérie |
| 2021 | Anne Boleyn      | Jane Seymour  | Anunciado  |
|      | Down to Business | Various       | Anunciado  |

## Teatro
| Ano  | Título             | Papel   | Notas                 |
| ---- | ------------------ | ------- | --------------------- |
| 2017 | The Last Ambulance | Jessica | Gate Theatre, Dublin  |
| 2018 | Porcelain          | Hat     | Abbey Theatre, Dublin |
| 2019 | The Country Girls  | Baba    | Abbey Theatre, Dublin |

## Prêmios e indicações
| Ano  | Prêmio             | Categoria                   | Trabalho             | Resultado | Ref    |
| ---- | ------------------ | --------------------------- | -------------------- | --------- | ------ |
| 2019 | Galway Film Fleadh | Prêmio de Novo Talento      | A Bump Along the Way | Venceu    | [ 15 ] |
| 2021 | IFTA Awards        | Atriz Principal em um Filme | Dating Amber         | Indicado  | [ 16 ] |
| 2022 | IFTA Awards        | Atriz Coadjuvante em drama  | Three Families       | Indicado  | [ 16 ] |